# Giovanni Grespan
Giovanni Grespan (Treviso, 21 gennaio 1967) è un ex rugbista a 15 e dirigente sportivo italiano, già giocatore della Benetton Treviso, nel cui staff dirigenziale attualmente lavora.

## Biografia
Pilone, da sempre nel rugby (iniziò la pratica quando frequentava le scuole medie), spese tutta la carriera agonistica nel Benetton Treviso, nella cui prima squadra militò dal 1985 al 2001.
In tale periodo vinse 6 titoli di campione d'Italia (tre dei quali da capitano) e una Coppa Italia.
Esordì in Nazionale nel 1989 e prese parte, sotto la gestione di Bertrand Fourcade, alla Coppa del Mondo di rugby 1991 in Inghilterra.
Anche con il successivo C.T., Georges Coste, rimase in squadra, anche se fu utilizzato più raramente: il suo ultimo incontro internazionale risale al 1994; convocato per la Coppa del Mondo di rugby 1995 in Sudafrica, non fu mai schierato nel corso della competizione.
Al suo ritiro da giocatore, avvenuto nel 2001 dopo la conquista del suo 6º scudetto, Grespan aveva ancora un lavoro da impiegato di banca, dal quale si dimise per impiegarsi a tempo pieno come team manager del Benetton; successivamente è stato responsabile del settore giovanile del club e, attualmente, ne è direttore dei corsi e delle assistenze tecniche.

## Palmarès
- Campionati italiani: 6
Benetton Treviso: 1988-89, 1991-92, 1996-97, 1997-98, 1998-99, 2000-01.
- Coppe Italia: 1
Benetton Treviso: 1997-98